# Rauðitindur (bergstopp i Island, lat 65,41, long -13,67)
Rauðitindur är en bergstopp i republiken Island. Den ligger i regionen Austurland, 400 km öster om huvudstaden Reykjavík. Toppen på Rauðitindur är 347 meter över havet.
Det finns inga samhällen i närheten.